# Dolichopus bonsdorfii
Dolichopus bonsdorfii är en tvåvingeart som beskrevs av Frey 1915. Dolichopus bonsdorfii ingår i släktet Dolichopus och familjen styltflugor. Arten är reproducerande i Sverige. Inga underarter finns listade i Catalogue of Life.